# ホンダ ドリーム

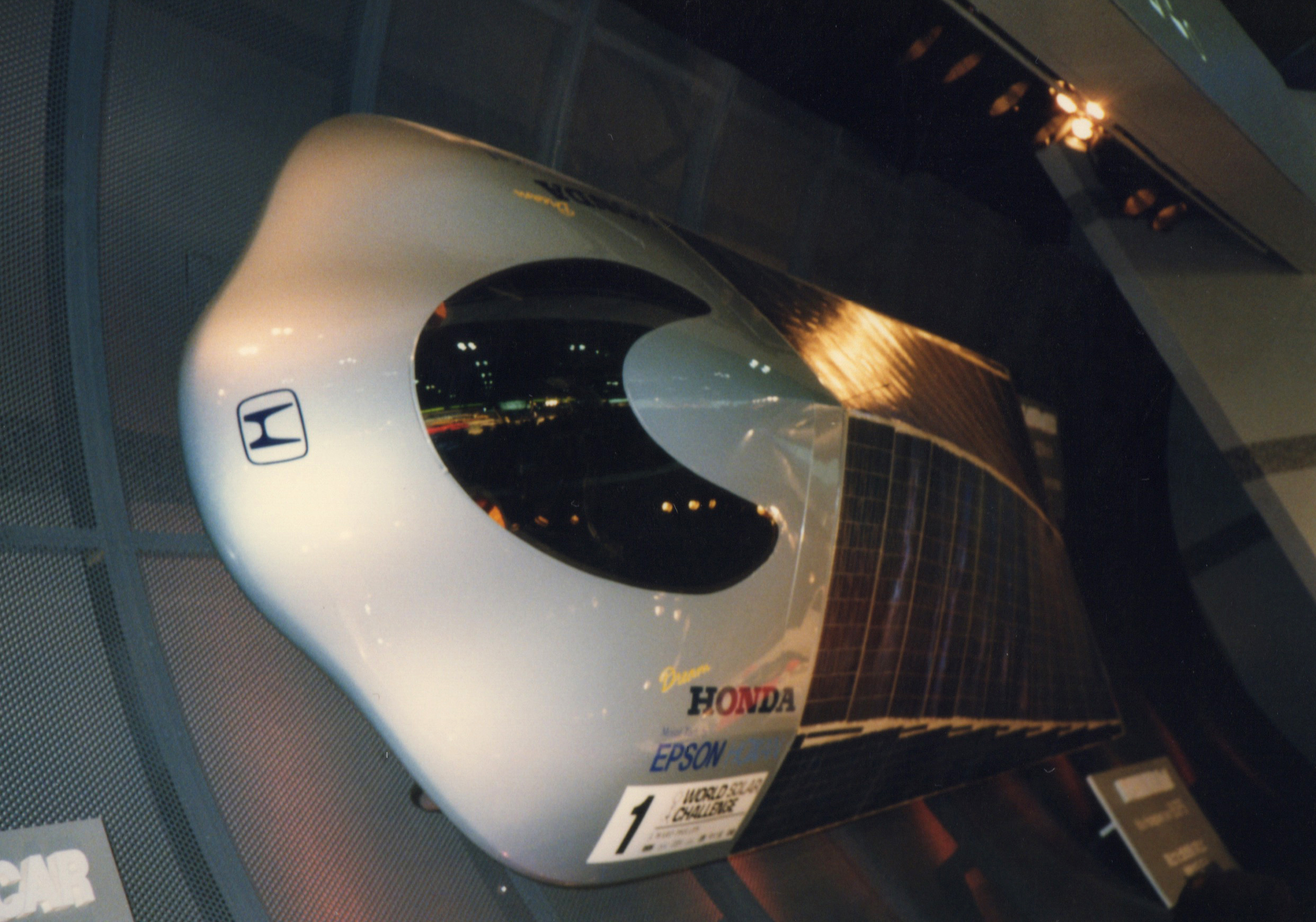
HONDAドリーム　ワールド・ソーラー・チャレンジに参戦した車体

ホンダ ドリームは本田技研工業の開発したソーラーカーである。ホンダ ドリームはワールド・ソーラー・チャレンジに1990年から1996年まで参戦して1993年と1996年に優勝した。名称は会社のスローガンのThe Power of Dreamsに由来する。
1990年の参戦時にはスピリット オブ ビール/ビエンヌの次点で2位だった。
1993年の参戦時にはダーウィンからアデレードまで35時間28分で平均時速85.0kmで走破して優勝した。ホンダ ドリームはこれまでサンレーサーが保持していた大会記録を塗り替えた。太陽電池の面積を増やすために背中のふくらみが初代よりも増えた。
1996年のホンダ ドリームは2名乗車で33時間53分、平均時速89.8kmで走破して再び記録を更新した。
1999年にはホンダはワールド・ソーラー・チャレンジには参戦しなかった。

## 模型
田宮模型から1/50スケールの太陽電池で走る模型が発売された。カバヤ食品からビッグワンガムが発売された。

## 論文
- 岩田, 孝弘、宮野, 英世、臼田, 政史、高橋, 俊樹、石野, 康治、五十嵐, 和夫「ソーラー電池動力自動車」（PDF）『Honda R&D Technical Review』第3巻、本田技術研究所、1991年、ISSN 0915-3918。(要登録)
- 岩田, 孝弘、石野, 康治、小笠, 博司、金杉, 克己、林, 清孝、判田, 圭「ソーラー電池動力自動車 1993」（PDF）『Honda R&D Technical Review』第6巻、本田技術研究所、1994年、ISSN 0915-3918。(要登録)